# Кук, Тим
Ти́моти (Тим) До́нальд Кук (англ. Timothy Donald Cook; род. 1 ноября 1960 года, Мобил, Алабама, США) — американский топ-менеджер, миллиардер. Генеральный директор компании Apple. Пришёл в компанию в марте 1998 года. Занял должность гендиректора после отставки (в связи с продолжительной болезнью) Стива Джобса 24 августа 2011 года.

## Биография
Тим вырос в городе Мальорке, штат Алабама. Его отец был работником верфи, мать — домохозяйкой. Кук получил степень бакалавра в области промышленного производства в университете Обёрна в 1982 году и диплом МВА в школе Фукуа университета Дьюка в 1988 году.
Его карьера началась в компании IBM, где он проработал 12 лет.
Затем он шесть месяцев проработал в компании Compaq, на должности вице-президента по корпоративным материалам.
Тим Кук присоединился к компании Apple в марте 1998 года в качестве старшего вице-президента по мировым операциям, а затем занимал должность исполнительного вице-президента по мировым продажам и операциям. Кук помогал бывшему главе Apple Стиву Джобсу в течение двух месяцев в 2004 году, когда тот лечился от рака поджелудочной железы. Кук также является членом совета директоров Nike.
В 2007 году назначен главным операционным директором.
В 2009 году Тим снова помогал Стиву в течение нескольких месяцев, когда Джобс взял отпуск по причине грядущей пересадки печени.
В январе 2011 года совет директоров Apple утвердил медицинский отпуск, который просил Стив Джобс, и Тим Кук был назначен исполняющим обязанности гендиректора.
24 августа 2011 года Джобс ушел в отставку, порекомендовав на пост CEO Тима Кука, и 25 августа 2011 года тот был официально назначен новым CEO Apple. В 2011 году его «зарплата» (суммарное вознаграждение) составила 380 млн долларов, куда входят годовой оклад и премия руководителя. Кроме этого, Кук владеет акциями компании на сумму 442 млн долларов.
Тим Кук был признан лучшим исполнительным директором 2014 года по версии CNN.
В 2016 году Тим Кук получил бонусные средства за успешное управление компанией Apple, а также за высокие котировки компании.
За 10 лет под управлением Тима Кука капитализация Apple увеличилась с 350 млрд $ до 2 трлн $, а в начале 2022 года она достигла 3 триллионов долларов.
В 2022 году после вторжения России в Украину Тим Кук обратился к работникам компании с призывом делать пожертвования для помощи Украине. Генеральный директор Apple объявил о решении приостановить продажу техники в России, а также заявил, что компания утроит сумму пожертвований, совершенных работниками для поддержки Украины, и это будет ретроактивно с 25 февраля 2022 года.

## Личная жизнь
На протяжении трёх лет один из самых читаемых и влиятельных ЛГБТ-журналов Out вносил Тима Кука в The Power List — список «50 of the most influential LGBTQ people in American culture today» («50 самых влиятельных представителей ЛГБТК в американской культуре сегодня»). В 2012 и 2013 годах ставя на первое место, а в 2014 — на второе, но при этом сказав, что «The soft-spoken tech guru might be the most powerful gay man in the world — or at least in the digital hemisphere» («техногуру с вкрадчивым голосом может быть самым влиятельным геем в мире, или по крайней мере, в цифровой сфере»). Все это время он не заявлял о своей сексуальной ориентации открыто. Однако 30 октября 2014 года в статье на Bloomberg Businessweek Кук совершил каминг-аут, признавшись в своей гомосексуальности, и выразил надежду, что это признание поможет другим геям принять себя и вдохновит их на борьбу за свои права.

## Образ Тима Кука в кино
- Муви 43 / Movie 43 (США; 2013) в роли Тима Кука Ричард Гир.
- Не смотрите наверх. (США 2021) Марк Райлэнс — Питер Ишервел, миллиардер и генеральный директор BASH.